# Madona franciscana
La Madona franciscana (en checo: Františkánská madona) es una escultura de la Virgen María con el Niño Jesús. Fiel a la Madona de Pilsen a nivel compositivo, esta obra, encuadrada en el estilo bello, se asemeja en algunos aspectos a los trabajos del círculo del Maestro del Calvario de Týn. Procedente del altar mayor de la Iglesia de la Asunción de la Virgen María del monasterio franciscano de Pilsen, actualmente se exhibe en la sección de arte medieval de la Galería Nacional de Praga.

## Origen
La obra constituye una pieza única que no se puede relacionar de forma directa con ninguna otra obra de la misma época. Se cree que pudo haber sido elaborada en un taller en Pilsen influenciado por el ambiente artístico de Praga y por algunos aspectos correspondientes al círculo del Maestro del Calvario de Týn.
Según las características formales y los registros históricos, la estatua se puede fechar en torno a 1415 y con total seguridad antes de 1419, momento en que el monasterio franciscano de Pilsen fue saqueado por husitas radicales liderados por Václav Koranda; parte del inventario logró salvarse, tal y como lo demuestra otra Madona franciscana fechada hacia 1350. El proceso de reparación de los desperfectos, iniciado en 1420, fue acometido con lentitud, sufriendo nuevamente el monasterio graves daños durante el último asedio de Pilsen en 1433-1434 (Jiří Fajt contempló la posibilidad de que la estatua hubiese sido creada por un escultor que huyó de la Praga husita durante la restauración del monasterio en algún momento posterior a 1420).

## Descripción
La Madona franciscana está realizada en madera de tilo y posee una altura de 191 centímetros. La policromía es posterior y data probablemente de 1641 (cuando Mathauss Augustin Kacerowski y Doro fabricaron una nueva corona para la figura de la Virgen) o 1692 (cuando la estatua fue renovada y al Niño Jesús se le colocó una corona barroca). Las ricas telas, divididas en la parte delantera por tres pliegues profundos en forma de cuenco y un motivo transversal, están revestidas a los lados por cascadas de pliegues verticales. La Madona conserva las características formales del estilo bello, aunque muestra una mayor robustez, plasmada en un cierto eclecticismo y agotamiento estilístico manifestado por la multiplicación sistemática de detalles. Las obras características del estilo bello tardío incluyen un corte en el patrón de las telas y drapeados a la altura del pedestal; estos elementos aparecen en varios trabajos del Maestro de Třeboň (Epitafio de Jana z Jeřeně, 1395) y en otras obras de la época, como la Piedad de Všeměřická (c. 1410), la Madona de Krumlov (c. 1400) o la Madona de Svéráz (c. 1420).
En términos generales, la escultura se caracteriza por un esfuerzo evidente a la hora de revaluar la creatividad del periodo inmediatamente anterior a la desaparición del estilo bello, dando lugar a una superficie de relieves esquemáticos. El autor regresó en esta obra a un modelado dramático espacialmente más generoso y a una densidad en apariencia más completa, siguiendo un estilo barroco. La figura se halla dividida por profundas y alargadas incisiones piramidales las cuales se combinan con volúmenes lisos considerablemente arqueados, estando la superficie modelada en base a estructuras redondas poco profundas. Diversos elementos presagian ya el gótico tardío, como el leve movimiento de las telas, la cascada de pliegues debajo de la mano izquierda, y el extremo del manto que fluye de la pierna izquierda a la derecha e interrumpe la estaticidad. Respecto a la parte posterior, esta se halla cubierta con una capa lisa ondulada por tres pliegues verticales poco profundos que se doblan bruscamente al llegar al pedestal (este elemento se corresponde más con el estilo predominante en el segundo cuarto del siglo xv).
En contraste con la Madona de Pilsen, encuadrada en la época de mayor esplendor del estilo bello y, más concretamente, en el género de las bellas Madonas, la Madona franciscana carece de una sensualidad sutil y se ajusta más al arte burgués. En la imagen destacan la verticalidad y la posición frontal; la Virgen sostiene al Niño Jesús con el brazo izquierdo, teniendo una pierna firme y la otra ligeramente flexionada en un claro contrapposto. El infante, desnudo, muestra un cuerpo modelado con gran sensibilidad en el que se hunden los dedos de la madre al ejercer estos presión. Su pelo está peinado hacia ambos lados formando espirales y caracolillos. María, con un rostro ovalado y el cabello ondulado y marcado por trazos superficiales paralelos, se aproxima estilísticamente a la Madona entronizada de la Iglesia de Nuestra Señora de Týn, considerada obra tardía del Maestro del Calvario de Týn.
El Niño Jesús, en una rígida posición diagonal, carece de la alegría característica de los infantes de la etapa inicial del estilo bello, apartándolo la Virgen en un gesto que implica sacrificio (cabeza ligeramente inclinada y mirada dirigida al cielo), mientras que las Madonas previas mostraban gran ternura y cercanía entre madre e hijo. En la Madona franciscana, María representa a la Iglesia, mientras que el acto de ofrecer a su hijo a los fieles constituye una participación directa en el sufrimiento de Cristo. La manzana simboliza, al igual que en las bellas Madonas, la identificación de Jesús como el Nuevo Adán y de María como la Nueva Eva. El mensaje típico de estas Madonas, en las que se muestra una relación estrecha entre la Virgen y el Niño, se traduce en una manifestación ideológica del papel de Cristo como salvador, todo ello acorde a la situación prerrevolucionaria en Bohemia.

## Bella Madona
La Madona franciscana tiene varias características en común con las bellas Madonas, como el hecho de presentar una curvatura del cuerpo en forma de S, una postura en contrapposto y una belleza juvenil, si bien también posee varios elementos que la diferencian de esta corriente artística, como una altura de casi dos metros en vez de poco más de un metro; el hecho de estar realizada en madera en vez de en piedra; y el mostrar a la Virgen y al Niño en una actitud distante. Pese a ello, cronológica y geográficamente podría pertenecer a dicho estilo ya que las bellas Madonas se crearon principalmente en República Checa y en un periodo que abarcó varias décadas (la Madona de la torre de los Frisones, una de las más antiguas, fue elaborada hacia 1370-1380, mientras que la Madona de Gdansk, una de las más tardías, está fechada en 1430-1435). Sumado a esto, el estilo de las bellas Madonas no está del todo definido, ya que dentro de este género se incluyen obras escultóricas realizadas en otros materiales, como la Madona de Krużlowa (tallada en madera de tilo al igual que la Madona franciscana), así como pinturas y murales.